# Palicus affinis
Palicus affinis är en kräftdjursart som beskrevs av Alphonse Milne-Edwards och Eugène Louis Bouvier 1899. Palicus affinis ingår i släktet Palicus och familjen Palicidae. Inga underarter finns listade i Catalogue of Life.